# Karl Walter Vervoort
Walter Vervoort (* 22. Juni 1899 in Essen-Rüttenscheid; † 12. Juli 1979 in Zell (Mosel)) war ein deutscher Paraguay-Missionar aus der Gemeinschaft der Oblaten der Unbefleckten Jungfrau Maria.

## Leben
Den Besuch des Ordensgymnasiums St. Karl im holländischen Valkenburg aan de Geul musste er 1917 wegen des Militärdienstes und Kriegsgefangenschaft unterbrechen. Am 7. September 1920 kam er ins Noviziat des Klosters Maria Engelport und am 4. Juli 1926 erhielt er in Hünfeld die Priesterweihe. Ein Jahr später wurde er in die 1925 gegründete Mission Pilcomayo entsandt. 1932 wurde er zum Apostolischen Präfekten von Pilcomayo ernannt. Am 15. Juli 1950 wurde Walter Vervoort auf Vorschlag der paraguayischen Bischöfe und der Missionare vom Papst zum Apostolischen Vikar von Pilcomayo ernannt und am 10. September durch Juan José Aníbal Mena Porta im Dom von Asuncion zum Bischof geweiht. Er war Titularbischof von Barica.
Nachdem er sein Amt aus Gesundheitsgründen niederlegen musste, war er seit 1963 Hausgeistlicher der Schwestern von der Göttlichen Vorsehung zu Waldbreitbach. Trotz seiner angegriffenen Gesundheit nahm er am Zweiten Vatikanischen Konzil teil.
Nachdem er in Zell gestorben war, wurde er am 16. Juli 1979 auf dem Engelporter Klosterfriedhof beigesetzt.

## Ehrungen
Für seine Leistung speziell für die Indianer wurde Walter Vervoort 1956 vom Staat Paraguay mit dem Großen Verdienstkreuz der Nation ausgezeichnet.